# Wayne Gardner
Pour les articles homonymes, voir Gardner.
Wayne Michael Gardner, né le 11 octobre 1959 à Wollongong, est un ancien pilote de vitesse moto australien.

## Carrière moto

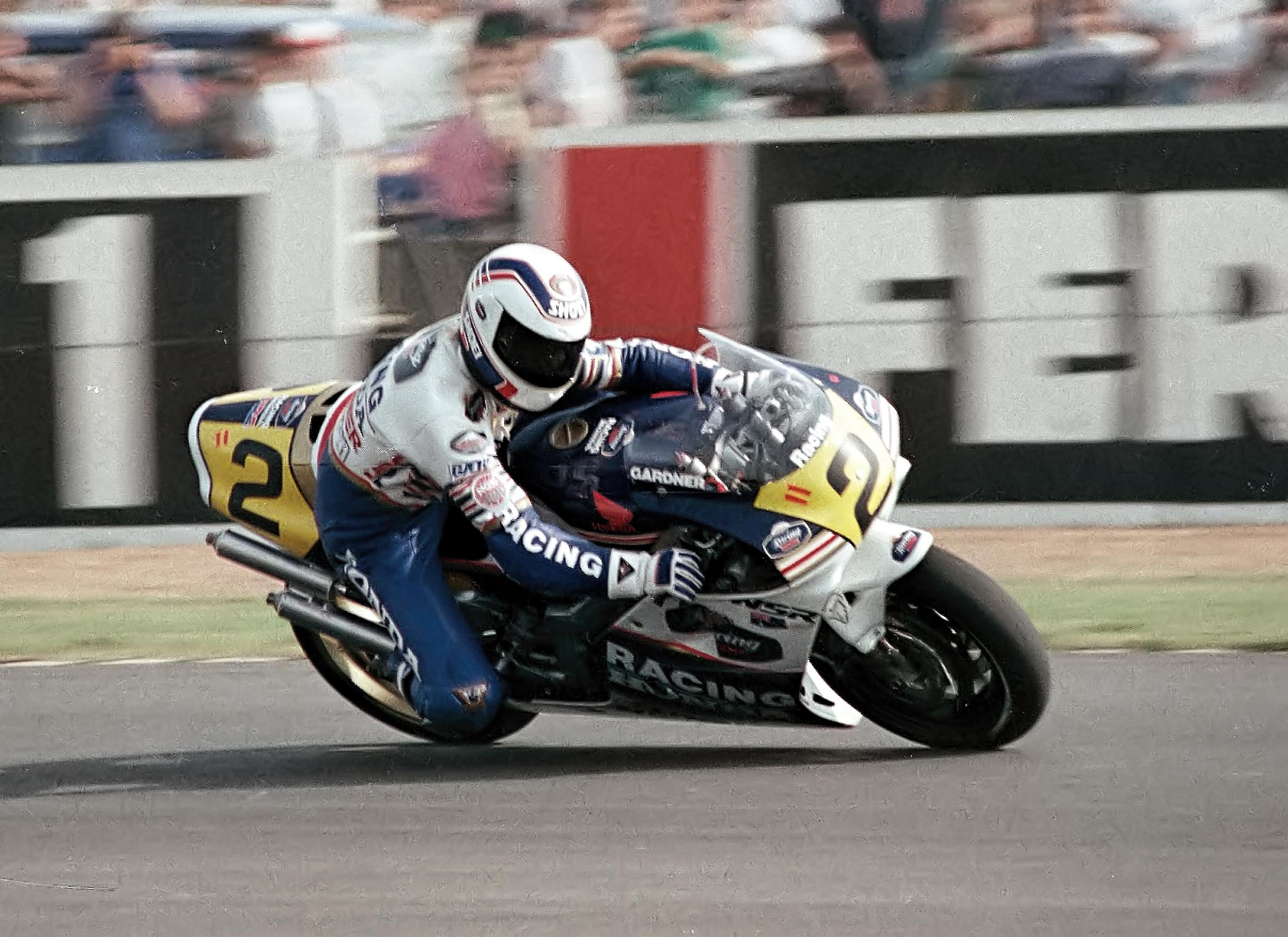
Wayne Gardner, au guidon de sa Honda Rothmans, au Grand Prix de Grande-Bretagne 1989.

Wayne Gardner commence sa carrière en 1977 à l'âge de 18 ans en championnat d'Australie de moto sur une Yamaha TZ 250. Dès sa première course, l'Australien étonne et termine deuxième sur le tracé d'Amaroo Park, à Sydney. Il gagne sa première course quelques semaines plus tard sur le circuit de Oran Park Raceway.
Il fait ses débuts en championnat du monde de vitesse moto dans la catégorie reine des 500 cm3 en 1983, à l'âge de 24 ans. Il est impliqué dans un accident avec Franco Uncini lors du Grand Prix des Pays-Bas 1983. Uncuni part en high side, les pilotes passent sur sa droite. Wayne Gardner ne peut que passer à gauche quand Uncini se relève pour se mettre en sécurité. Le choc est inévitable. Uncini est plongé dans le coma mais s'en sortira. Gardner signe chez l'équipe satellite de chez Honda, Rothmans Honda. Il décroche sa première victoire en 1986, en Espagne, sur le tracé de Jarama. Après une saison maitrisée, Wayne Gardner devient champion du monde de vitesse moto 1987, devenant le premier Australien à gagner le championnat en 500, sept ans avant Michael Doohan, un autre pilote australien.
Au cours des années suivantes, il remporte trois Grands Prix durant l'année 1988 puis il parvient à remporter le Grand Prix d'Australie 1989 à Phillip Island. Durant toute sa carrière, Gardner fut pilote du team Rothmans Honda, team dans lequel il fut l'équipier de Randy Mamola et à partir de 1989, de Michael Doohan. C'est en 1992 que Wayne Gardner arrête sa carrière moto sur une sixième place au championnat.

## L'après moto
Après sa carrière à moto, Wayne Gardner s'attaque aux quatre-roues et touche, entre autres, au V8 Supercars et aux 24 Heures du Mans.
Son fils, Remy, devient champion du monde Moto2 2021 et court chez le team français Tech3 en 2022.

## Palmarès
- Champion du monde 500 cm3 en 1987.
- Vainqueur des 8 Heures de Suzuka en 1985, 1986, 1991, 1992.